# Endlich Tacheles
Endlich Tacheles ist ein deutscher Dokumentarfilm aus dem Jahr 2020. Der Film wurde auf dem DOK.fest München 2020 gezeigt und startete am 14. Oktober 2021 in den deutschen Kinos. Im Zentrum des Films von Jana Matthes und Andrea Schramm steht der jüdische Berliner Yaar. Durch ihn wird die Frage verhandelt inwiefern der Holocaust auch noch Juden der dritten Generation betrifft.

## Handlung
Yaar, ein phantasievoller 21-Jähriger träumt davon, Computerspiele zu entwickeln. Sein Judentum beschreibt er mit einem einzigen Wort: nervig. Er verbindet damit eine Opferrolle, mit der er sich nicht identifizieren will. Seinem Vater wirft er vor, dass er das Trauma des Holocaust lebenslang mit sich herumträgt.
Yaar sucht einen persönlichen Ausweg. Er entwickelt ein Computerspiel: „Shoa. Als Gott schlief“, das in Deutschland im Jahr 1938 situiert ist. In seinem Spiel ist alles möglich: Juden können sich wehren und Nazis können menschlich handeln. Während sein Vater von der Idee schockiert ist, beginnt Yaar für sein Spiel zu recherchieren. Er reist nach Israel zu seiner Großmutter Rina. Sie und ihr kleiner Bruder Roman wurden 1942 als Kinder aus dem KZ Plaszow heraus geschmuggelt und bei einer christlichen Familie versteckt. Als die Gestapo kam, war Rina nicht zu Hause, Roman wurde erschossen. So jedenfalls erzählt es seine Großmutter.
Yaar beginnt, in Trier Gamedesign zu studieren – weit weg von seinem Vater und ihren Konflikten. Hier macht er seine Spielidee zum Studienprojekt und gewinnt zwei Kommilitonen als Mitstreiter. Zu dritt reisen sie nach Krakau, in die Geburtsstadt von Yaars Oma. Ihre Geschichte soll die Vorlage für eine der Spielfiguren sein. Sie mieten sich in eine alte, leerstehende Villa ein, um an der Handlung und den Hauptfiguren zu arbeiten – der jungen Jüdin und einem SS-Offizier. Alle drei sind sich einig: Die alten Rollenzuschreibungen von Tätern und Opfern stehen ihnen im Weg, und die Vergangenheit soll endlich vorbei sein! Dann besucht der Vater Yaar in Krakau, und beide erfahren die Wahrheit über Romans Ermordung. Zum ersten Mal erkennt Yaar die Not seines Vaters, der als Kind den Platz des ermordeten Roman einnehmen musste. Die beiden kommen sich näher. Yaar begreift, dass er die Spielhandlung nicht länger wie geplant entwickeln kann. Sein Wunsch, die Geschichte „umzuschreiben“ resultierte aus der Angst vor einem Schmerz, dem er sich nun stellt. Der Zusammenhalt der Gruppe bröckelt, als Yaar erkennt, welche Gefahren in einer Gleichmacherei von Täter- und Opferrollen liegen. Die Reibung mit dem Vater zieht sich als Gradmesser von Yaars Reifeprozess durch den Film. Aus dem rebellischen Heranwachsenden, der mit einer provokanten Idee auf die Weltgeschichte losgeht, wird ein Erwachsener, der seine neu gewonnene jüdische Identität mit einem tiefen Verständnis für Vergangenheit und Gegenwart verbindet.

## Produktion und Veröffentlichung
Produktionsfirmen waren Hanfgarn & Ufer sowie Schramm Matthes Film. Zudem wurde die Dokumentation mit Mitteln der Beauftragten der Bundesregierung für Kultur und Medien (BKM) und der Conference on Jewish Material Claims Against Germany gefördert. Endlich Tacheles feierte auf dem DOK.fest München 2020 seine Premiere. Der Film gehörte außerdem zu den Programmen des Human Rights Watch Filmfestival 2021 in New York. und des Kasseler Dokfest 2020. Der deutsche Kinostart von Endlich Tacheles erfolgte am 14. Oktober 2021 im Verleih von RealFiction.

## Kritik
Auf Filmverliebt.de schrieb Philipp Schmidt über die Dokumentation: „Endlich Tacheles ist ein starker Beitrag über junge Menschen – Nachfahren von Tätern, Opfern und solchen dazwischen, die versuchen, ein Verhältnis zur Vergangenheit aufzubauen, das authentisch ist … ein dokumentarisches Kunstwerk, das neue Perspektiven auf ein vielbeanspruchtes Thema eröffnet und zum Nachdenken anregt.“ Oliver Armknecht von Film-Rezensionen.de nannte Endlich Tacheles ein Werk das daran erinnere, „wie wichtig es ist, sich Abgründen und schrecklichen Erinnerungen zu stellen, seien sie nun auf den Holocaust oder ein anderes Ereignis bezogen“.

## Auszeichnungen
Beim Deutschen Dokumentarfilmpreis 2021 wurde Endlich Tacheles für den Hauptwettbewerb nominiert. Der Film erhielt außerdem eine CLIO 2020-Nominierung für den besten Film zu einem historischen Thema. Im Mai 2022 wurde Endlich Tacheles in die Vorauswahl für den Deutschen Filmpreis aufgenommen. Am 19. Januar 2023 wurde Endlich Tacheles für den Grimme-Preis nominiert.